# National Human Genome Research Institute
 Il National Human Genome Research Institute (NHGRI) è un dipartimento del National Institutes of Health, e si trova a Bethesda, Maryland.
NHGRI iniziò come National Center for Human Genome Research (NCHGR), e fu fondato nel 1989 per perpetrare il ruolo della NIH riguardante l'International Human Genome Project (HGP). L'HGP si sviluppò in collaborazione con l'United States Department of Energy (DOE) e iniziò nel 1990 a mappare il genoma umano. Nel 1993, NCHGR si espanse all'interno del campo della NIH fondando la Division of Intramural Research (DIR) la quale applicava tecnologie genomiche allo studio specifico delle malattie. Nel 1996, il Center for Inherited Disease Research (CIDR) fu fondato (cofondato da otto istituti di NIH e centri) per studiare i componenti genetici delle varie malattie.
Nel 1997 la United States Department of Health and Human Services (DHHS) cambiò nome in NCHGR the National Human Genome Research Institute (NHGRI), ufficialmente attribuendosi lo stato di istituto di ricerca - uno dei 27 istituti e centri che fanno parte della NIH.
Ora, con il sequenziamento del genoma umano, completata ad aprile 2003, gli scienziati del mondo hanno accesso ad un database che facilita enormemente e accelera la ricerca biomedica.

## Eventi importanti nella storia della NHGRI
- 1º ottobre 1988 - L'ufficio per la ricerca sul genoma umano viene creato all'interno dell'ufficio generale del National Institutes of Health (NIH). Nello stesso tempo, NIH e il Dipartimento per l'Energia (DOE) firmano un accordo per "coordinazione ricerca e attività tecnica relativamente al genoma umano."
- 11 aprile 1996 - Il sequenziamento del DNA umano inizia con studi pilota in sei università degli Stati Uniti.
- Marzo 1999 - Il sequenziamento in larga scala del genoma umano ha inizio.
- Aprile 2003 - La National Human Genome Research Institute (NHGRI) dichiara il completamento del sequenziamento del genoma umano, nel 50º anniversario dalla prima descrizione della doppia elica del DNA e viene pubblicato un documento programmatico sulle future ricerche sul genoma umano.
- 4 maggio 2007 - La National Human Genome Research Institute (NHGRI) e il National Cancer Institute (NCI), in partnership con il Group Health Cooperative di Seattle e Henry Ford Health System di Detroit lanciano un'iniziativa,[1] uno studio che investiga sull'interesse di giovani adulti sani a fare dei test genetici per otto condizioni comuni.
- 28 maggio 2008 - Francis S. Collins si dimette da direttore dell'istituto dopo quindi anni sui totali diciannove di attività dello stesso.[2] Alan Edward Guttmacher viene eletto nuovo direttore.[3]
- 17 novembre 2009 - Eric D. Green, M.D., Ph.D. preposto della NIH diviene direttore del National Human Genome Research Institute. È la prima volta che il direttore di un istituto diventa direttore dell'intera NIH e conseguentemente dichiara il proprio successore.